# Arrondissement d'Oldenbourg (Bouches-du-Weser)
Pour l’arrondissement allemand (Landkreis) actuel, voir Arrondissement d’Oldenbourg.
L’arrondissement d’Oldenbourg est une ancienne subdivision administrative française du département des Bouches-du-Weser créée le 1er janvier 1811 et supprimée le 11 avril 1814.
Il fut aussi appelé arrondissement d’Oldembourg.
Cet arrondissement français d’Oldenbourg a pour chef-lieu l’ancienne capitale du duché d’Oldenbourg annexé en 1810 par l’Empire français.
Après la chute de l’Empire français, le duché d’Oldenbourg est restauré et devient le grand-duché d’Oldenbourg. 

## Composition
Il comprenait les cantons de Berne, Burhave, Delmenhorst, Elsfleth, Hatten, Oldenbourg, Ovelgönne, Rastede, Varel et Westerstede.

## Sous-préfets
Deux sous-préfets de l’arrondissement d’Oldenbourg se succédèrent :
- Perrier (Pierre, Amédée) : 5 septembre 1811
- Frochot : 21 avril 1812

Le sous-préfet Frochot — à distinguer du préfet Nicolas Frochot (1761-1828) —, fut d’abord sous-préfet de l’arrondissement d’Angers (Maine-et-Loire) à compter 14 janvier 1811 et resta en poste à « Oldembourg » jusqu’en 1814.